# 133 km (obwód moskiewski)
133 km (ros. 133 км) – przystanek kolejowy w miejscowości Kozino, w rejonie wołokołamskim, w obwodzie moskiewskim, w Rosji. Położony jest na linii Moskwa – Siebież.